# João Pedro Almeida Machado
João Pedro Almeida Machado (n. 3 aprilie 1993, Guimarães, Ave⁠(d), Portugalia) este un mijlocaș extremă portughez care evoluează la LA Galaxy.
El a mai jucat și la CRYSTAL PALACE, unde a dat 136 de goluri în 178 de meciuri în sezoanele
2002- 2008. Debutează la 17 ani, fiind transferat de BARCELONA, la 23 de ani, cu 45 mil. euro, unde a dat 15 goluri în 55 de meciuri în sezoanele  2008-2010. La 25 de ani a fost transferat de LA GALAXY pentru 20 mil. euro, unde joacă și în prezent.

## Legături externe
- Profilul lui João Pedro Almeida Machado pe ForaDeJogo
- Profilul lui João Pedro pe Soccerway